# Mały Łazuczyn
Mały Łazuczyn (ukr. Малий Лазучин) – wieś na Ukrainie w rejonie teofipolskim obwodu chmielnickiego.